# Gấu xám và những chú chuột Lemmut
Grizzy & the Lemmings (tiếng Pháp: Grizzy et les Lemmings) là một bộ phim truyền hình hoạt hình máy tính của Pháp do Studio Hari sản xuất với sự tham gia của France Télévisions, Cartoon Network và Boomerang. Đó là một bộ phim hài kịch câm tập trung vào một con gấu xám Bắc Mỹ, tên là Grizzy, phải đối phó với nhóm những con vượn cáo cùng tên, những kẻ mà nó phát cáu. Bộ phim không có đối thoại thực sự, vì các nhân vật sẽ nói những thứ vô nghĩa. Các thiết kế ba chiều là của Bertrand Gatignol cho các nhân vật và Édouard Cellura cho các bộ phim.
Bộ phim được công bố vào ngày 22 tháng 6 năm 2015 và ra mắt quốc tế vào mùa thu năm 2016. Nó đã được làm mới cho phần thứ hai vào ngày 5 tháng 7 năm 2017, được cho là sẽ phát sóng trên một số kênh trên toàn cầu vào năm 2018. Phần 1 được phát hành cho Netflix vào ngày 15 tháng 7 năm 2019. Năm 2019, Hari Productions (Studio Hari) thông báo về việc phát triển phần thứ ba, có tựa đề Grizzy & the Lemmings World Tour. Phần 3 ra mắt vào năm 2021 kết thúc vào ngày 8 tháng 10 năm 2022.

## Nhân vật

### Nhân vật chính
- Grizzy - là một chú gấu Grizzly được nhân cách hóa sống trong cabin của kiểm lâm. Cậu có thân hình màu nâu, bụng mỡ màu nâu nhạt và cao khoảng hai mét. Cậu đeo một chiếc mặt dây chuyền màu xanh lá cây và một đôi dép xăng đan, vốn thuộc về Kiểm lâm. Trong cabin, cậu không làm gì cả ngoại trừ ngủ trên ghế sofa, xem TV và ăn cá hồi phủ một lớp bơ Yummy XL, là một loại bơ sô cô la, hơn nữa là một loại bơ Nutella không phải của thương hiệu. Cậu thích xem một chương trình truyền hình có tựa đề " Bí mật của cá hồi ". Cậu không thích nhạc opera, đôi khi nhạc này bắt đầu phát khi cậu chuyển kênh. Thứ duy nhất cản trở sự xa hoa của cậu là những chú Lemming, chúng gây ra cho cậu rất nhiều rắc rối và nghịch ngợm. Grizzy không thích chúng và không muốn chia sẻ bất cứ thứ gì với chúng. Trong tập phim "Intensive Care", có cảnh Grizzy bị ốm, anh ấy có chút đồng cảm với họ. Anh ấy không nói bất cứ điều gì có ý nghĩa nhưng được nhìn thấy đang đọc tiếng Anh từ màn hình điện thoại di động. Grizzy thực sự rất thông minh, có thể tìm ra giải pháp cho mọi tình huống.
- Lemmut - là một nhóm chuột lemmut có thân hình màu xanh và bụng màu xám xanh nhạt, cũng sống trong cabin của kiểm lâm. Tất cả chúng đều có ngoại hình, hành vi, phong cách và sở thích giống nhau. Chúng nói bằng một ngôn ngữ chỉ bao gồm từ "Ta-bô-đi". Được cho là một bộ tộc gồm bốn mươi người, động lực duy nhất của Lemmings là vui vẻ khiến chúng gặp rắc rối với Grizzy. Mặc dù thông minh, tính cách của chúng giống như những đứa trẻ tuổi teen thích chơi khăm nhưng chúng có vẻ làm việc rất tốt khi làm việc theo nhóm, điều này có thể khiến cuộc sống của chú gấu trong cabin trở nên khá khó khăn. Chúng thích tổ chức các bữa tiệc rave và chúng cũng ăn Yummy XL giống như Grizzy, lấy trộm lọ của anh ta ở mọi cơ hội. Chúng thích xem một chương trình truyền hình về mèo và chuột (một phiên bản khác của Tom và Jerry ). Chúng có thể hát những bài hát ru khiến Grizzy ngủ thiếp đi. Chúng cũng thích nhảy theo nhạc, điều mà anh ta không thích. Họ cũng không thích chia sẻ bất cứ thứ gì với anh ta. Họ gây ra rất nhiều hỗn loạn, với hầu hết các trò nghịch ngợm của họ đều nhắm vào Grizzy. Giống như Grizzy, họ thích công nghệ, chẳng hạn như máy in 3D, điện thoại di động, loa radio và, trong trường hợp tránh bị Grizzy đuổi theo, họ sử dụng máy sấy tóc hoặc quạt để làm cho ván trượt của họ chạy nhanh hơn.

### Nhân vật phụ
- Gấu cái - Cô là một con gấu xám Bắc Mỹ được nhân cách hóa thành người mà Grizzy yêu. Thật không may cho Grizzy, cô không hề quan tâm đến anh ta và những nỗ lực gây ấn tượng với cô đều thất bại, do anh ta hoặc do Lemmings gây ra. She-Bear quan tâm đến động vật hoang dã tự nhiên, nhưng trong một số trường hợp trong các tập phim, cô tham gia vào những trò hề điên rồ giữa Grizzy và Lemmings. Màu sắc và chiều cao của cô giống như Grizzy nhưng cô mảnh mai hơn và có một đốm hình trái tim trên bụng. Trong phần 2, cô đã được thiết kế lại, có một đốm màu hồng lớn (giống như Grizzy) trên bụng, thay vì đốm hình trái tim trước đây. Cô luôn có một bông hoa được trang trí trên tóc. Cô sống trong rừng và thích ngửi hoa, ngắm bướm và diều. Cô ngủ vào ban đêm trên một khúc gỗ trong rừng. Cô cũng thích bỏng ngô. Điều này được tiết lộ trong tập phim "Babysitting", nơi cô có một cô con gái là gấu con "She-Bear Kid". She-Bear đã đóng một vai trò lớn hơn với các nhân vật chính trong tập phim "Mind in a Whirl".
- Nai - Những con nai sừng tấm xuất hiện trong các tập của chương trình. Lemmings (và đôi khi là Grizzy) sử dụng chúng để vận chuyển. Con nai sừng tấm rất thích ăn cà rốt nên đôi khi con vượn cáo treo một củ cà rốt trước mắt để chúng chạy. Nhưng chúng có thể ăn những thứ khác như chai thủy tinh hoặc chiếc nhẫn như trong "Bear Luck" và "Clean Bear". Chúng cực kỳ thụ động và không làm bất cứ điều gì ngoài việc gặm cỏ. Màu sắc của hầu hết các con Nai sừng tấm chủ yếu là màu nâu nhưng một con Nai sừng tấm có màu Đen được xuất hiện trong các tập phim "Giấc mơ của chú gấu mùa hè" và trong "Những linh hồn lang thang". Moose được thể hiện với vai trò lớn hơn cùng với Grizzy và Lemmings trong tập "Rainbow Moose".
- Ếch - Ếch thường được miêu tả chúng đang ăn ruồi. Trong phim, lưỡi của ếch rất dài. Ếch chủ yếu xuất hiện cùng với các nhân vật chính trong tập phim "Bear Charm".
- Ruồi - Ruồi thường được miêu tả là bị ếch ăn. Đôi khi, ruồi là nạn nhân của nhiều loại thuốc hóa học do Grizzy pha chế. Ruồi chủ yếu xuất hiện cùng các nhân vật chính trong tập phim "Yummy Fly".
- Bướm - Những con bướm trong chương trình thường có màu xanh lam, hồng hoặc vàng. She-Bear yêu họ. Bướm thường có kích thước nhỏ nhưng một con bướm lớn được xuất hiện trong các tập phim "Timeless Bear", "The Bear Next Door" và "The Bear And The Butterfly". Trong tập phim The Bear And The Butterfly bướm có vai trò lớn hơn với các nhân vật chính.
- Gấu mèo - Những gấu mèo trong phim trông rất bẩn và thường lục lọi trong thùng rác và ăn rác. Mũi của chúng giật rất nhanh. Tiếng ru của loài lemming cũng khiến chúng ngủ thiếp đi như trong tập phim "Inspector Grizzy". Một chú cáo mèo đã xuất hiện trong một vai lớn với dàn diễn viên chính trong các tập phim "Bear's Best Friend", "Sniffer Raccoon" và "Masked Raccoon".
- Nhện - Nhện trong chương trình rất hiếm khi được nhìn thấy. Màu sắc của chúng chủ yếu là màu đen. Grizzy rất sợ nhện, trong tập phim "Spider Lemmings".
- Khủng long - Một con khủng long T-rex được rã đông từ một khối băng trong "Jurassic Bear" (màu đỏ và xanh lá cây) và cũng xuất hiện trong các tập phim "Timeless Bear", "The Bear Next Door" (màu xanh lá cây chanh), "Ancestral Bear" và "Surprise Deglaciation".
- Dơi - Dơi có vai trò lớn hơn với Grizzy và Lemmings trong tập phim "Bat Grizzy". Trong tập phim này, nó cho thấy rằng chúng không thích bất kỳ ai kiểm soát chúng vì mục đích riêng của chúng.
- Gấu Bắc Cực - Một chú gấu Bắc Cực xuất hiện trong tập phim "Ice and Bears". Nó nhanh chóng bị quá nhiệt khi không có đá và cư xử như một chú chó tinh nghịch khi được làm mát, trở thành bạn của Lemmings và là nỗi phiền toái khó hiểu đối với Grizzy.
- Gà gô - Những con gà gô tre núi này thường được loài Lemmings sử dụng làm phương tiện di chuyển. Grizzy cũng sử dụng chúng trong nhiều tình huống. Chúng có đôi mắt to và màu lông của chúng là nâu và đen. Đôi khi một con gà gô trở nên to hơn do hành động và hậu quả của Grizzy và loài lemmings. Một con gà gô khổng lồ được thể hiện trong các tập phim "A Midsummer's Bear dream", "Timeless Bear" và "The Bear Next Door" (không phải ở bối cảnh chính mà ở một nơi khác). Trong chương trình, những con gà gô bay trên bầu trời. Chúng chủ yếu xuất hiện cùng Grizzy và loài lemmings trong các tập phim "A Sizeable Problem" và "Call of the Bear".
- Kiểm lâm - Kiểm lâm rất hiếm khi xuất hiện trực tiếp. Lần xuất hiện duy nhất của anh trong chương trình là trong phần giới thiệu và trong tập phim "As Far As Bear Can Remember" trong một cảnh hồi tưởng. Anh được miêu tả là một người đàn ông đã rời khỏi cabin của mình trong khu rừng nơi gấu và loài lemming hiện đang sống. Trong một số tập phim, áp phích và ảnh của anh được hiển thị. Anh là nhân vật con người duy nhất trong chương trình.

Chuyến du lịch vòng quanh thế giới có loài gà gô Trung Quốc, đây là phiên bản cực kỳ Trung Quốc của loài gà gô nguyên bản. Các loài sau đây xuất hiện là:
- Một con gấu trúc
- Một con gà trống
- Một con cua
- Một con cá voi
- Một con lợn rừng
- Một chú gấu bắc cực con
- Một con hải mã
- Một con gấu trúc răng kiếm
- Một con voi ma mút
- Một con chim cánh cụt
- Một con voi
- Một con lợn bướu
- Một con đà điểu
- Một con cừu
- Một con lợn vòi
- Một con vẹt